# Unterseeboot 381
Le Unterseeboot 381 (ou U-381) est un sous-marin allemand (U-Boot) de type VII.C utilisé par la Kriegsmarine (marine de guerre allemande) pendant la Seconde Guerre mondiale.

## Construction
L'U-381 est un sous-marin océanique de type VII C. Construit dans les chantiers de Howaldtswerke AG à Kiel, la quille du U-381 est posée le 25 avril 1941 et il est lancé le 14 janvier 1942. L'U-381 entre en service un mois et demi plus tard.

## Historique
Mis en service le 25 février 1942, l'Unterseeboot 381 reçoit sa formation de base sous les ordres de l'Oberleutnant zur See Wilhelm-Heinrich Graf Pückler und Limpurg à Kiel en Allemagne au sein de la 5. Unterseebootsflottille jusqu'au 30 septembre 1942, puis l'U-381 intègre sa formation de combat dans la 7. Unterseebootsflottille à la base sous-marine de Saint-Nazaire en France.
L'U-381 a réalisé trois patrouilles de guerre pendant sa vie opérationnelle, tous avec le Kapitänleutnant Wilhelm-Heinrich Graf Pückler und Limpurg dans lesquelles il n'a ni coulé, ni endommagé de navire ennemi au cours de ses 167 jours en mer.
Pour sa première patrouille, l'U-381 quitte le port de Kiel le 1er octobre 1942  et rejoint la base sous-marine de Saint-Nazaire, 52 jours plus tard le 21 novembre 1942.
Sur le chemin de retour de sa deuxième patrouille, commencée le 19 décembre 1942, l'U-381 est la cible de l'attaque d'un hydravion PBY Catalina britannique (RAF Squadron 202/J) le 14 février 1943 au large du cap Carvoeiro, au nord de Lisbonne au Portugal, à la position géographique de 39° 27′ N, 11° 34′ O, qui s'en échappe indemne et rejoint sa base de Saint-Nazaire le 19 février 1943 après 63 jours en mer.
Le 31 mars 1943, il quitte le port de Saint-Nazaire pour sa troisième patrouille. Après 52 jours en mer, l'U-381 est porté disparu le 21 mai 1943 au sud du Groenland. 
Il n'y a pas d'explication à cette disparition qui coûte la vie aux 47 membres d'équipage.

## Affectations successives
- 5. Unterseebootsflottille à Kiel du 25 février au 30 septembre 1942 (entrainement)
- 7. Unterseebootsflottille à Saint-Nazaire du 1er octobre 1942 au 21 mai 1943 (service actif)

## Commandement
- Oberleutnant zur See, puis Kapitänleutnant Wilhelm-Heinrich Graf Pückler und Limpurg du 25 février 1942 au 21 mai 1943

## Patrouilles
|       | Commandant                                       | Départ           | Départ        | Arrivée            | Arrivée       | Jours     | Succès |
| ----- | ------------------------------------------------ | ---------------- | ------------- | ------------------ | ------------- | --------- | ------ |
| 1     | Kptlt. Wilhelm-Heinrich Graf Pückler und Limpurg | 1er octobre 1942 | Kiel          | 21er novembre 1942 | Saint-Nazaire | 52 jours  |        |
| 2     | Kptlt. Wilhelm-Heinrich Graf Pückler und Limpurg | 19 décembre 1942 | Saint-Nazaire | 19 février 1943    | Saint-Nazaire | 63 jours  |        |
| 3     | Kptlt. Wilhelm-Heinrich Graf Pückler und Limpurg | 31er mars 1943   | Saint-Nazaire | 21er mai 1943      | Coulé         | 52 jours  |        |
| Total | Total                                            | Total            | Total         | Total              | Total         | 167 jours | 0 t    |

Note : Kptlt. = Kapitänleutnant

### Opérations Wolfpack
L'U-381 a opéré avec les Wolfpacks (meute de loups) durant sa carrière opérationnelle.
1. Panther (11er octobre 1942 - 20 octobre 1942)
2. Veilchen (20 octobre 1942 - 5 novembre 1942)
3. Delphin (26 décembre 1942 - 14 février 1943)
4. Adler (11er avril 1943 - 13 avril 1943)
5. Meise (13 avril 1943 - 27 avril 1943)
6. Star (27 avril 1943 - 4 mai 1943)
7. Fink (4 mai 1943 - 6 mai 1943)
8. Inn (11er mai 1943 - 15 mai 1943)
9. Donau 1 (15 mai 1943 - 21er mai 1943)

## Navires coulés
L'Unterseeboot 381 n'a ni coulé, ni endommagé de navire au cours des trois patrouilles (167 jours en mer) qu'il effectua.

### Source et bibliographie
- (en) Cet article est partiellement ou en totalité issu de l’article de Wikipédia en anglais intitulé « German submarine U-381 » (voir la liste des auteurs).
- Chris Bishop, historien militaire (trad. de l'anglais par Christian Muguet), Les sous-marins de la Kriegsmarine : 1939-1945 : le guide d'identification des sous-marins [« The spellmount submarine identification guide : Kriegsmarine U-boats 1939-1945 »], Paris, Éd. de Lodi, 2008, 192 p. (ISBN 978-2-84690-327-1, OCLC 470721805, BNF 41298980)